# Gonzalo García de Nodal

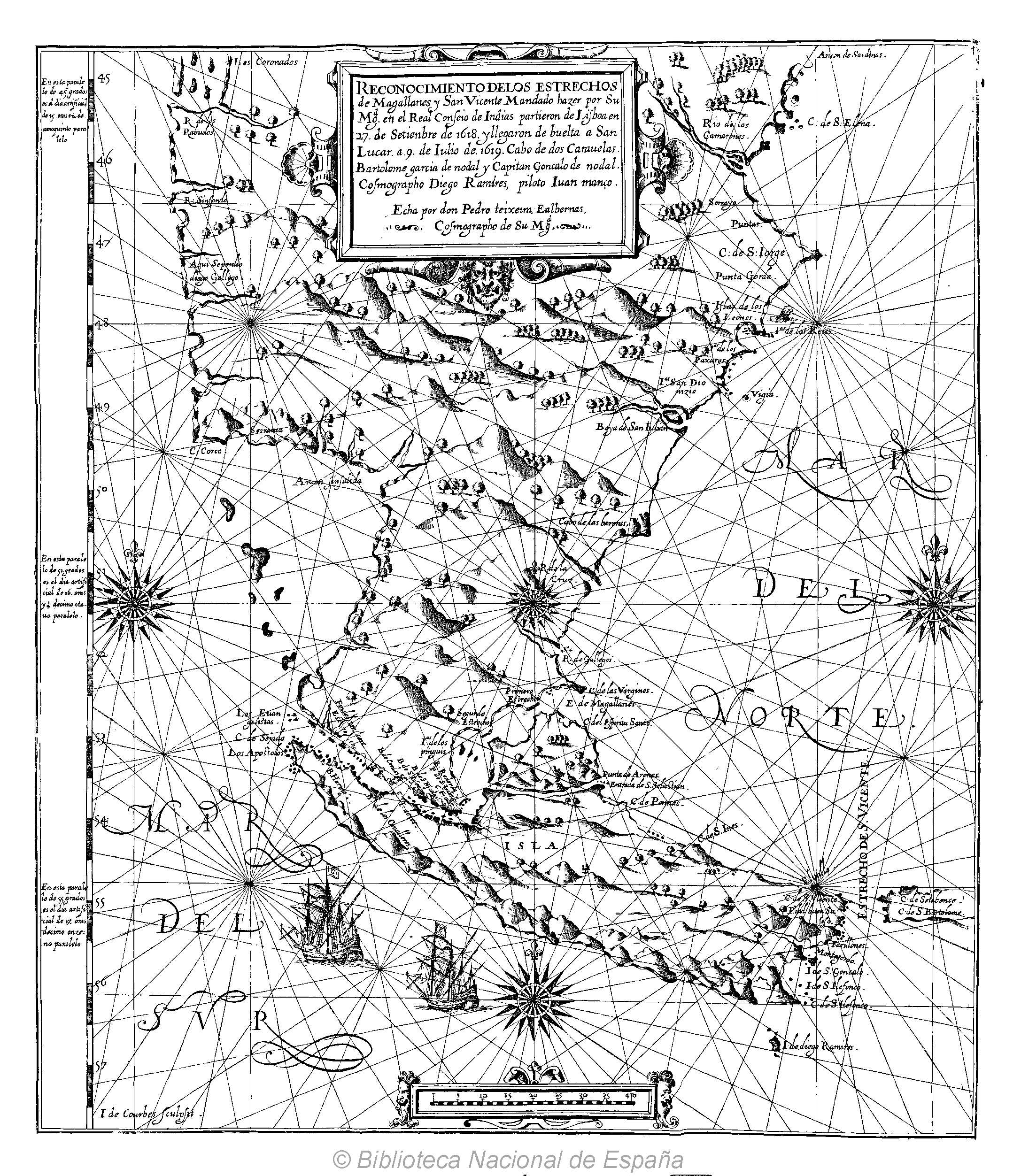
Juan de Courbes, Reconocimiento de los estrechos de Magallanes y San Vicente, grabado calcográfico entre páginas 34 y 35 de la Relación del viaje que por orden de su Magd y acuerdo del real Consejo de Indias hizieron los capitanes Bartolome Garcia de Nodal y Gonçalo de Nodal... al descubrimiento del Estrecho nuebo de s. Vicente y reconosimie^{o} del de Magallanes..., obra de Bartolomé García de Nodal editada en Madrid por Fernando Correa Montenegro, 1621. Biblioteca Nacional de España.

Gonzalo García de Nodal (Pontevedra, 1569 - Océano Atlántico, 1622), navegante español que con su hermano Bartolomé García de Nodal, llamados los hermanos Nodales o Los Nodales, fue enviado por Felipe III a reconocer el estrecho de Magallanes y el nuevo estrecho descubierto por la expedición de Jacob Le Maire y Willem Schouten.
Se construyeron y armaron las carabelas Nuestra Señora de Atocha y Nuestra Señora del Buen Suceso, de 80 toneladas y 40 tripulantes cada una. La primera iba como capitana bajo el mando del experto marino Bartolomé García de Nodal, y la otra como almiranta con el capitán Gonzalo García de Nodal.

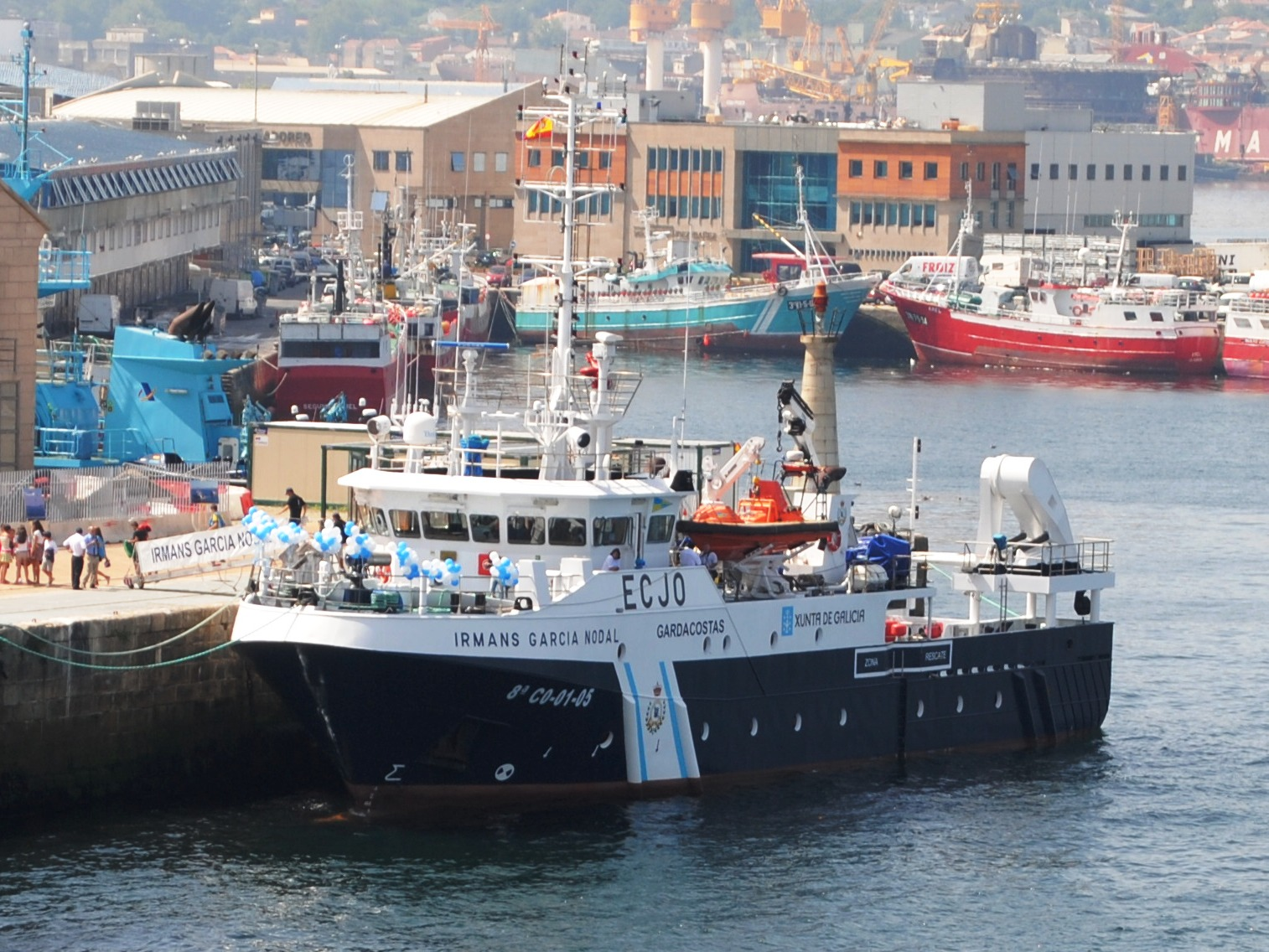
Guardacostas Irmáns García Nodal de la Junta de Galicia, en Vigo

Salieron de Lisboa el 27 de septiembre de 1618. A mediados de enero de 1619, tuvieron conocimiento del cabo de las Vírgenes, cerca del cual vieron flotar los restos de un navío que había naufragado. Siguiendo su rumbo a lo largo de la costa oriental de la Tierra del Fuego, el 22 de enero se adentraron en el estrecho de Le Maire y lo denominaron estrecho de San Vicente, nombre que conserva todavía uno de los cabos de la costa occidental de la Tierra de Fuego.
El 10 de febrero descubrió al suroeste del cabo de Hornos las islas Diego Ramírez, llamadas así en honor a Diego Ramírez de Arellano, cosmógrafo y piloto de la expedición. Seguidamente los hermanos Nodales remontaron hacia el norte, entraron en el estrecho de Magallanes, llegaron al extremo opuesto y después de haber dado la vuelta a la Tierra de Fuego, tomaron el camino de regreso a Europa. 
Fondearon el 7 de julio cerca de Lagos, y desde allí fueron a dar cuenta de su expedición al rey, que se hallaba en Lisboa. Los dos hermanos publicaron el diario de su expedición con el título: Relación del viaje hecho por los capitanes Bartolomé García de Nodal y Gonzalo de Nodal, hermanos, naturales de Pontevedra, para el descubrimiento del nuevo estrecho, Madrid, 1621, un tomo con su mapa.
Salió de Sanlúcar de Barrameda el 13 de octubre de 1622 con 3 navíos, 133 marinos y 400 pobladores para recorrer la misma ruta del nuevo estrecho (que lleva el nombre de su descubridor Estrecho de Le Maire) hacia Chile, para socorrer a los colonos sitiados por los araucanos. Naufragó, perdiendo la vida y dos barcos.

## Homenajes
En memoria de Bartolomé y Gonzalo, se bautizó un buque de salvamento y apoyo con el nombre de Irmáns García Nodal, que presta servicio de guardacostas en la Consejería del Mar de la Junta de Galicia.